# Musse Pigg på bal
Musse Pigg på bal (engelska: The Barn Dance) är en amerikansk animerad kortfilm med Musse Pigg från 1929.

## Handling
Det är bal och Musse Pigg försöker bjuda Mimmi Pigg på en dans, men hon vill dansa med Svarte Petter. Detta gör Musse avundsjuk, och trots sina försök med att vinna över Mimmi lyckas han inte.

## Om filmen

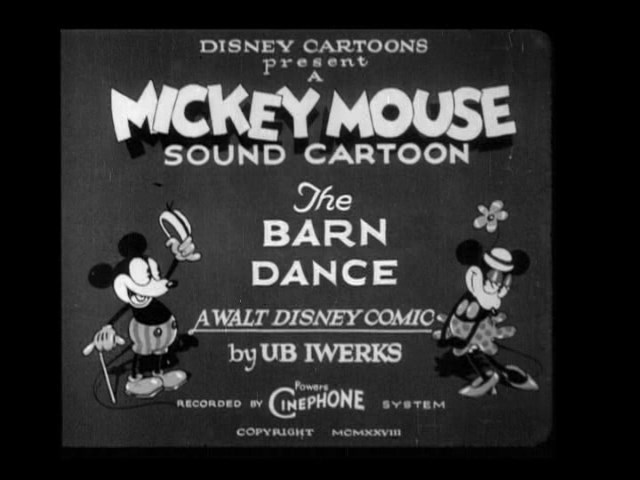
Titelbild från filmen

Filmen är mest känd för att Musse Pigg inte framställs som en hjälte utan som en misslyckad friare som inte lyckas fria till Mimmi Pigg, och Svarte Petter inte som en elak skurk utan som en snäll gentleman.
Svarte Petters klädstil i filmen låg som inspiration till hans klädstil i filmen Skaffa en häst som utkom 2013.
Filmen är den första av tolv Musse Pigg-filmer som kom att släppas år 1929.
Filmen hade svensk premiär den 18 oktober 1931 på biograferna Flamman och Göta Lejon i Stockholm.

## Rollista
- Walt Disney – Musse Pigg, Mimmi Pigg, Svarte Petter, papegojan[3]